# 楊以誠
楊以誠（1510年—1557年），字明夫，號豫斋，江西袁州府宜春縣人，民籍，明朝政治人物。

## 生平
嘉靖十年（1531年）辛卯科江西鄉試第四十六名舉人。嘉靖十七年（1538年）中式戊戌科會試第八十三名，登第三甲第二十八名進士。授行人司行人，奉使岷藩。二十一年五月，选授广东道試御史，十月實授，奉命巡视陕西茶马。丁母忧，服阕起补浙江道御史。出按广东，监二十五年丙午科乡试。还朝考最，管理道事。又监二十八年己酉科顺天乡试，改命刷卷南畿，以父病归省，坐事贬官。後起补通州州判，量移广平府，推升兖州府同知，尋升福建武平道佥事。

## 家族
曾祖楊東輝；祖父楊柄機；父楊春美，母張氏。重庆下。弟杨以正，丁酉举人。